# الپین (تنسی)
الپین، تنسی (به انگلیسی: Alpine, Tennessee) یک محدوده ثبت‌نشده در ایالات متحده آمریکا است که در شهرستان اورتون ایالت تنسی واقع شده‌است.

## خصوصیات
الپین ۴۹۷ نفر جمعیت دارد و ۳۰۸٫۱۶ متر بالاتر از سطح دریا واقع شده‌است.